# 佐治誠吉
佐治 誠吉（さじ せいきち、1907年（明治40年）1月2日 - 1995年（平成7年）9月17日）は、昭和期の官僚、政治家。衆議院議員、滋賀県大津市長。

## 経歴
滋賀県甲賀郡、のちの甲南町（現甲賀市甲南町）で生まれた。1932年（昭和7年）東京帝国大学法学部法律学科を卒業。大同元年（1932年）10月、満州国の大同学院を卒業した。
以後、満州国総務庁属官、同人事処弁事、泰康県参事官、北満特別区公署事務官、三江省事務官・警務庁司法科長、同国境警察科長、黒山県副県長兼地籍整理局事務官、三江省理事官、錦州省長官房地方科長、興安東省長官房総務科長兼人事科長、大同学院教官・第一錬成部長、綏化県副県長などを歴任した。
1946年（昭和21年）9月に帰国。1947年（昭和22年）6月、大津市助役に就任。1949年（昭和24年）9月9日、17代大津市長に就任した。滋賀郡坂本村・雄琴村・下阪本村と栗太郡大石村・下田上村の大津市への編入、市庁舎別館・市営住宅・大津びわこ競輪場（2011年閉場）の建設などを推進した。1952年（昭和27年）9月4日に市長を辞職し、同年10月の第25回衆議院議員総選挙で滋賀県全県区に自由党公認で出馬して当選し、衆議院議員に1期在任した。その後、1955年（昭和30年）2月の第27回総選挙に立候補したが落選した。
その他、滋賀県体育協会長、日本体育協会（現日本スポーツ協会）評議員、琵琶湖漕艇協会長、日本住宅公団名古屋支所長などを務めた。